# Andrew Graham (astronom)
Andrew Graham, irski astronom, * 8. april 1815, grofija Fermanagh, Irska, † 5. november 1908.

## Življenje in delo
Na Observatoriju Markree v grofiji Sligo je leta 1848 odkril deveti asteroid Metis.
Kasneje je delal na Markreejevem katalogu, ki vsebuje opazovanja in podatke približno 60.000 zvezd vzdolž ekliptike v času me 8. avgustom 1848 in 27. marcem 1856. Katalog so objavili v štirih delih v letih 1851, 1853, 1854 in 1856. Pri urejanju kataloga je razvil vrsto mikrometra, ki je zelo izboljšal učinkotito določevanje leg nebesnih teles (rektascenzij in deklinacij.
Med letoma 1864 in 1903 je bil pomočnik na Observatoriju Cambridge tamkajšnje univerze. Tu je delal na Cambriškem katalogu, v mnogočem razširitvi kataloga z Observatorija Markree, vendar za zvezde južnega neba, ki so ga objavili leta 1897.